# Saint-Geyrac
Saint-Geyrac è un comune francese di 248 abitanti situato nel dipartimento della Dordogna nella regione della Nuova Aquitania.

## Società

### Evoluzione demografica
Abitanti censiti